# Monodontomerus usticensis
Monodontomerus usticensis is een vliesvleugelig insect uit de familie Torymidae. De wetenschappelijke naam is voor het eerst geldig gepubliceerd in 1888 door Riggio & De Stefani.